# Беринговски
Бе́ринговски (на руски: Беринговский; на чукчи: Гачгатагын) е селище от градски тип в Чукотски автономен окръг, Русия. Разположен е на брега на Берингово море, на около 200 km югоизточно от Анадир. Към 2016 г. има население от 837 души.

## История
Селището е основано през 1957 г., във връзка с разработването на мина „Бухугол“, която от 1941 г. добива въглища. Първоначално е наречено Уголни, но през 1966 г. му е дадено име в чест на Витус Беринг. През 1957 г. е образуван и е Беринговски район, с административен център новосъздаденото селище. Селището е преместено през 1975 г. малко по-близо до планините на място, наречено Нагорни, което след това също е преименувано на Беринговски. През 2008 г. Беринговски район е слят с Анадирски район.

## Население
| 1959 | 1970 | 1979 | 1989 | 2002 | 2009 | 2010 |
| ---- | ---- | ---- | ---- | ---- | ---- | ---- |
| 2788 | 2173 | 2952 | 3044 | 1998 | 1504 | 1401 |
| 2012 | 2013 | 2014 | 2015 | 2016 |      |      |
| 1223 | 1102 | 1003 | 983  | 837  |      |      |

## Климат
Климатът в Беринговски е субарктичен.
| Климатични данни за Беринговски       | Климатични данни за Беринговски | Климатични данни за Беринговски | Климатични данни за Беринговски | Климатични данни за Беринговски | Климатични данни за Беринговски | Климатични данни за Беринговски | Климатични данни за Беринговски | Климатични данни за Беринговски | Климатични данни за Беринговски | Климатични данни за Беринговски | Климатични данни за Беринговски | Климатични данни за Беринговски | Климатични данни за Беринговски |
| Месеци                                | яну.                            | фев.                            | март                            | апр.                            | май                             | юни                             | юли                             | авг.                            | сеп.                            | окт.                            | ное.                            | дек.                            | Годишно                         |
| Абсолютни максимални температури (°C) | 3,3                             | 3,4                             | 5,4                             | 4,6                             | 9,1                             | 22,8                            | 27,4                            | 27,5                            | 17,7                            | 10,8                            | 6,2                             | 0,6                             |                                 |
| Средни максимални температури (°C)    | −13                             | −14,5                           | −13,2                           | −7,7                            | 0,3                             | 7,9                             | 12,6                            | 11,8                            | 6,4                             | −0,9                            | −8,1                            | −11,1                           |                                 |
| Средни температури (°C)               | −14,5                           | −16                             | −14,5                           | −9                              | −1                              | 4,5                             | 9                               | 8,5                             | 4                               | 2                               | −9,5                            | −12,5                           |                                 |
| Средни минимални температури (°C)     | −16,7                           | −18                             | −16,8                           | −11,8                           | −2,9                            | 2,6                             | 6,9                             | 6,9                             | 2,2                             | −4,5                            | −11,8                           | −14,8                           |                                 |
| Абсолютни минимални температури (°C)  | −34,1                           | −32,8                           | −31                             | −25                             | −16,9                           | −3,4                            | 0,4                             | 0                               | −7,9                            | −21                             | −27                             | −32                             |                                 |
| Средни месечни валежи (mm)            | 57                              | 39                              | 24                              | 27                              | 27                              | 27                              | 39                              | 60                              | 60                              | 54                              | 66                              | 63                              |                                 |
| ------------------------------------- | ------------------------------- | ------------------------------- | ------------------------------- | ------------------------------- | ------------------------------- | ------------------------------- | ------------------------------- | ------------------------------- | ------------------------------- | ------------------------------- | ------------------------------- | ------------------------------- | ------------------------------- |
| Източник: Meoweather                  |                                 |                                 |                                 |                                 |                                 |                                 |                                 |                                 |                                 |                                 |                                 |                                 |                                 |

## Икономика
Икономиката на Беринговски сега, както и в миналото, е разчитала на въгледобива. През 2015 г., обаче, губернаторът на Чукотския АО – Роман Копин оповестява планове за затваряне на мина „Нагорная“, тъй като е нерентабилна.
Има болница, аптека, средно училище, детска градина, две библиотеки и хотел. Издава се ежеседмичен вестник – „Беринговский вестник“.

### Транспорт
Въпреки че селището не е свързано с никое друго посредством автомобилен път, то разполага с летище и морско пристанище. Рейдовото пристанище е затворено за чуждестранни плавателни съдове. Основното му предназначение е за превоз на въглища, но също така има и пасажерски кораби, достигащи други селища на полуострова. Летището превозва пътници 2 – 3 пъти седмично с Ан-24. До 1980-те години е действала и железопътна теснолинейка, свързваща Нагорни с пристанището.